# Shimonoseki
Shimonoseki (jap. 下関市 Shimonoseki-shi) – miasto w Japonii, w prefekturze Yamaguchi, na zachodnim krańcu wyspy Honsiu (Honshū), nad cieśniną o tej samej nazwie, nazywanej także Kanmon.

## Położenie
Miasto leży w zachodniej części prefektury, graniczy z miastami:
- Nagato
- Mine
- San’yō-Onoda

## Gospodarka
W mieście rozwinął się przemysł stoczniowy, maszynowy, elektroniczny, chemiczny oraz rybny.

## Opis
Cieśnina Kanmon oddziela miasto od wyspy Kiusiu (Kyūshū) i jest ruchliwą drogą morską. Dzięki temu Shimonoseki od dawna jest ważnym węzłem komunikacyjnym, pomimo że budowa mostów i tuneli poprzez cieśninę częściowo pomniejszyła pozycję miasta. 
Otoczone z trzech stron wodą Shimonoseki słynie z owoców morza. Najbardziej znanym produktem jest ryba z rodziny rozdymkowatych o nazwie lokalnej fuku (takifugu). 

## Historia
Cieśnina i miasto były miejscem dwóch słynnych bitew: 
- pierwsza z nich została stoczona w zatoce Dan-no-ura (1185) podczas wojny Genpei (1180–1185), pomiędzy rodami Minamoto i Taira. Wskutek tych wydarzeń zakończyły się rządy arystokracji (Heian, 794–1185) i rozpoczął okres Kamakura (1185–1333) dominacji władców wojskowych;
- druga – siedem wieków później w 1864 roku. Shimonoseki było ważnym miastem hanu Chōshū, który odegrał kluczową rolę w obaleniu siogunatu rodu Tokugawa podczas restauracji Meiji. Najazd zachodnich mocarstw i słabość siogunatu skłoniły klan do prowadzenia ataków przeciw zachodnim statkom przepływającym cieśninę Kanmon. W odpowiedzi zachodnie mocarstwa zbombardowały miasto Shimonoseki[4].

W 1895 roku w Shimonoseki został podpisany traktat pokojowy, kończący pierwszą wojnę chińsko-japońską (1894–1895).

## Galeria

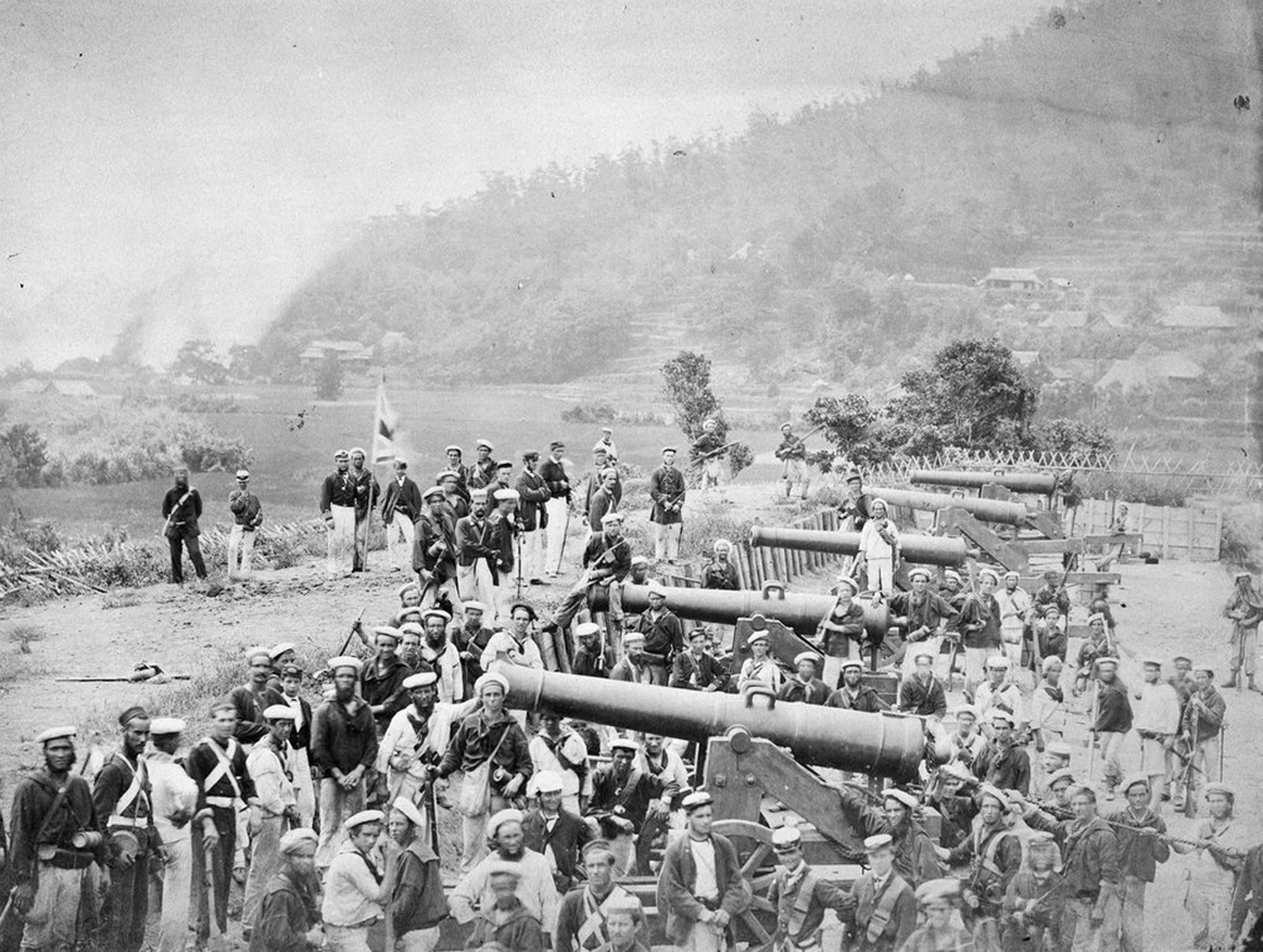
Przejęcie japońskich dział przez wojska mocarstw zachodnich, 1864
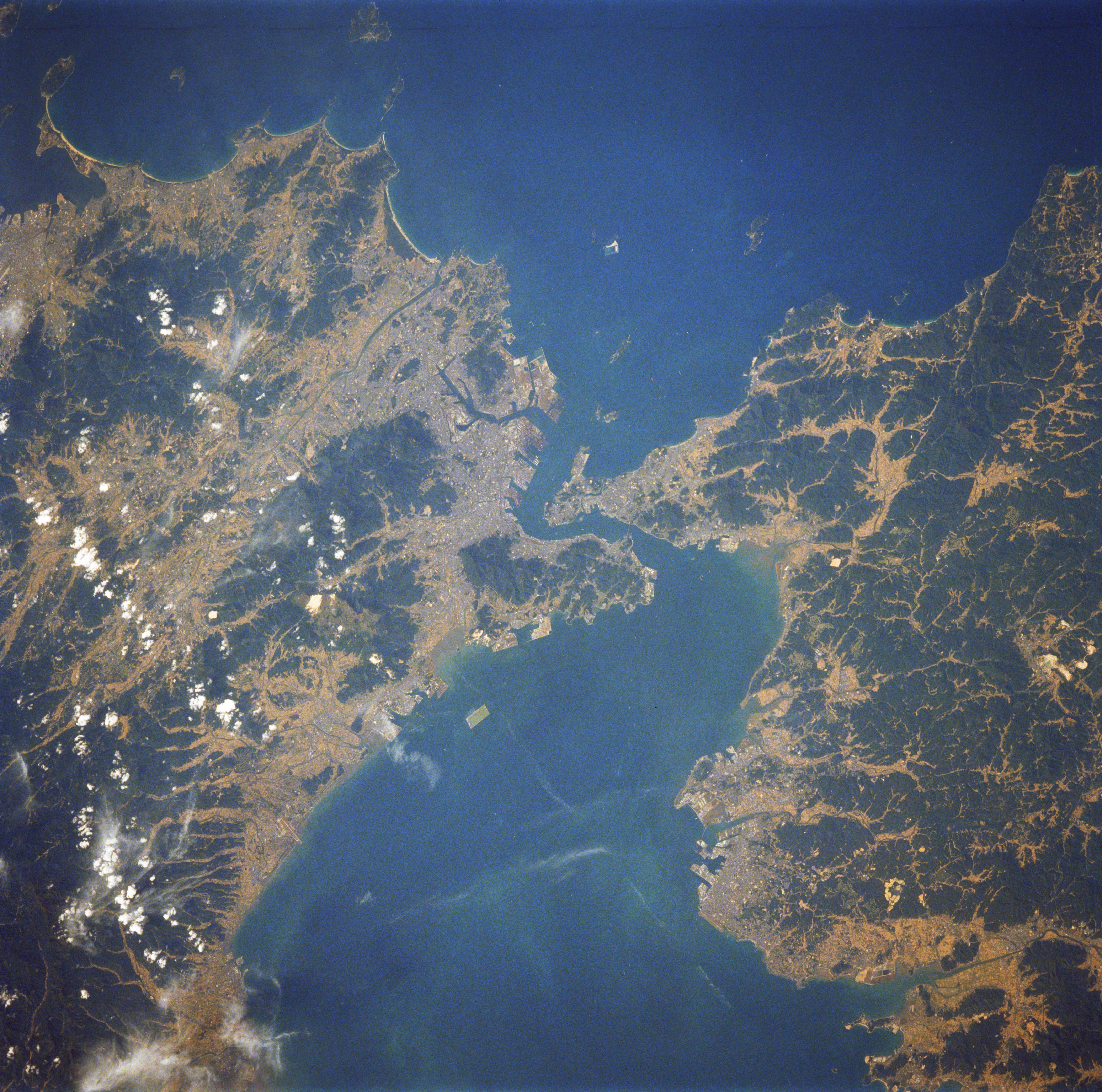
Zdjęcie cieśniny Shimonoseki z kosmosu
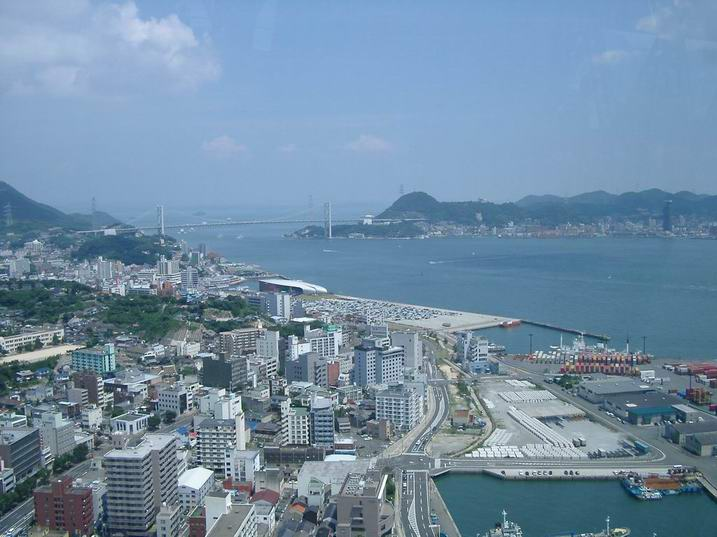
Panorama miasta
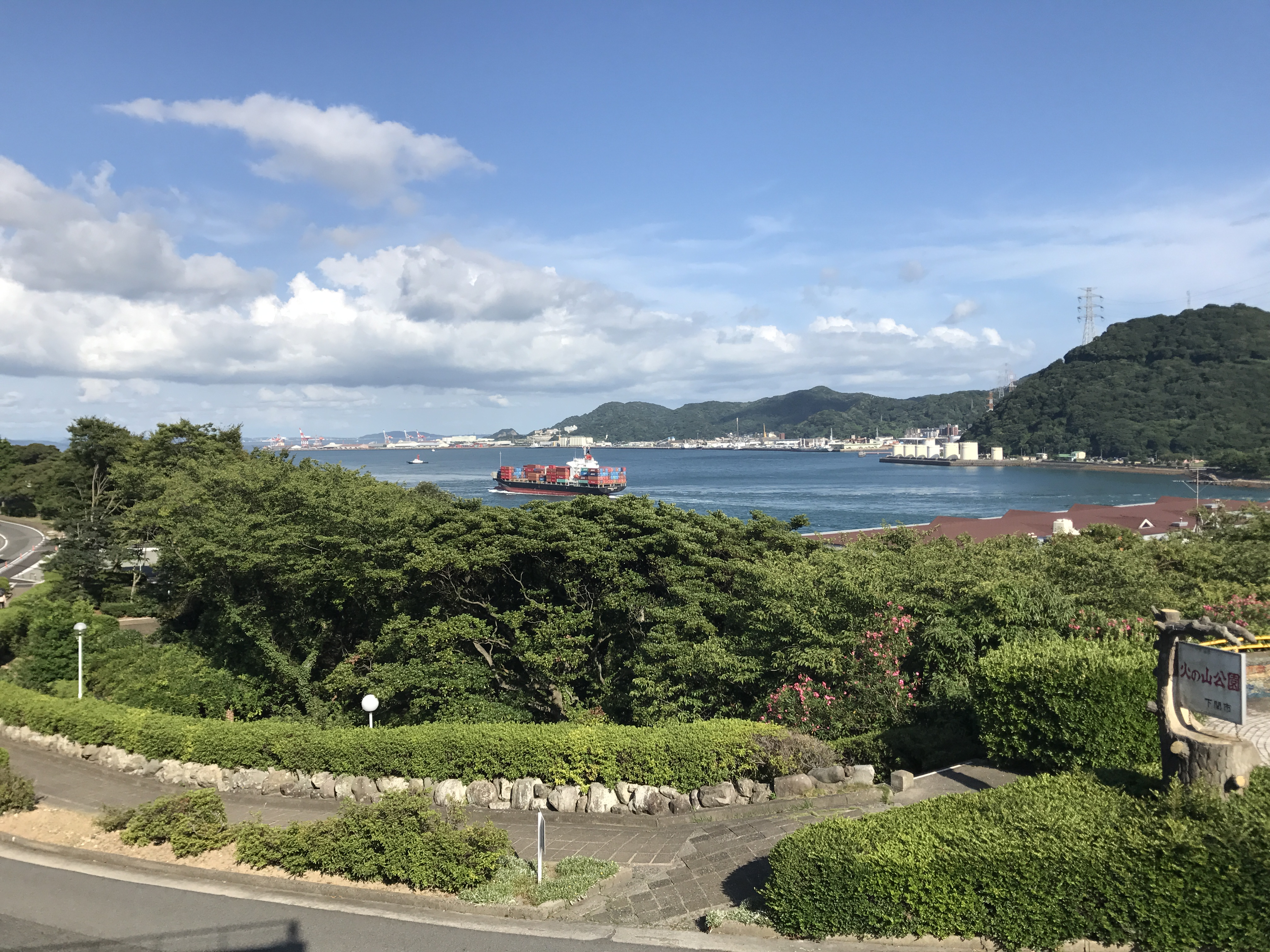
Cieśnina Shimonoseki (Kanmon) widziana ze stacji Dan-no-ura kolejki linowej Hi-no-yama

## Miasta partnerskie
- Dżudda
- Kikugawa
- Pusan
- Santos
- Stambuł
- Pittsburg
- Qingdao